# یخچال

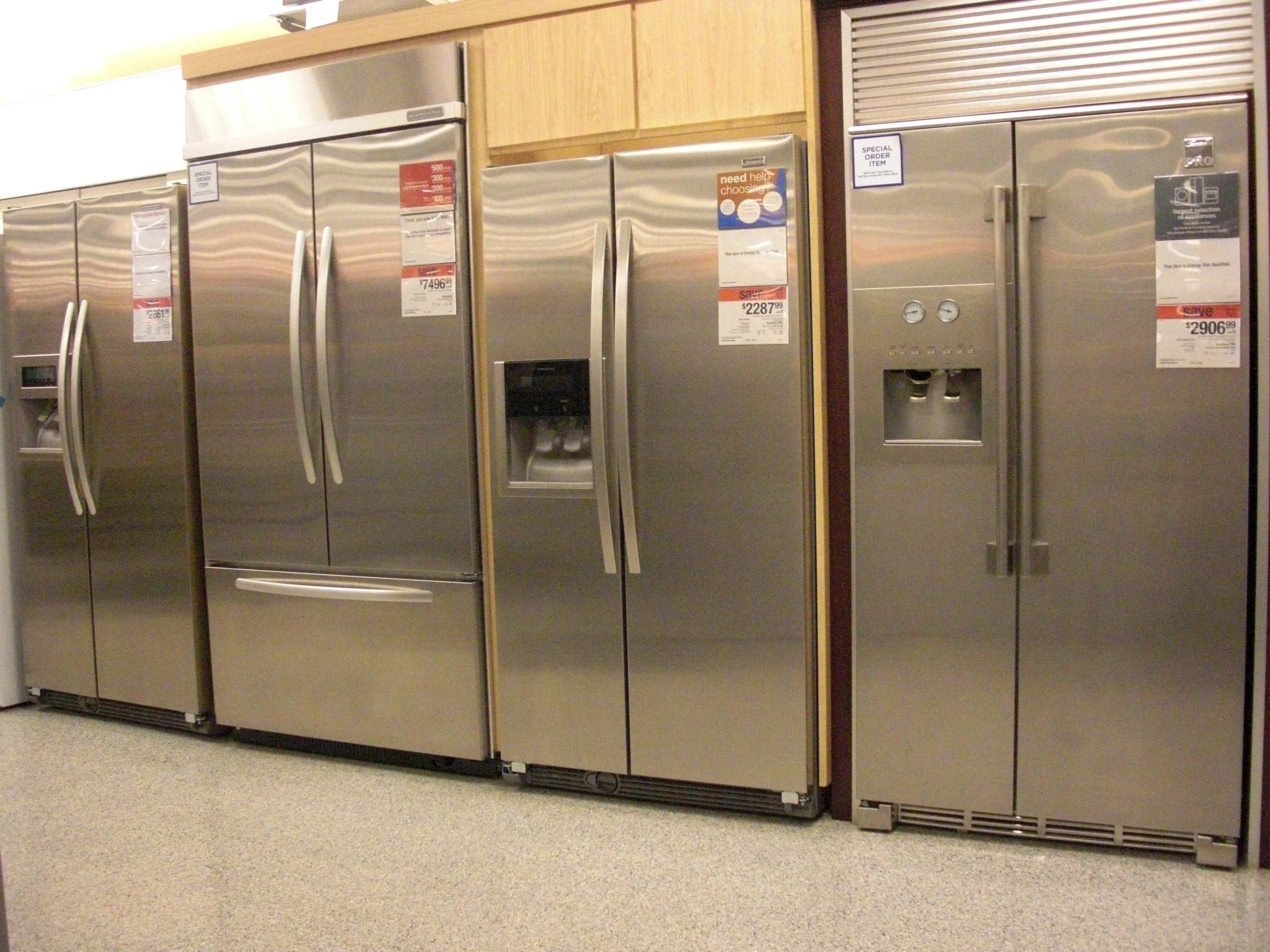
یخچال‌های ساید-بای-ساید مدل آمریکایی

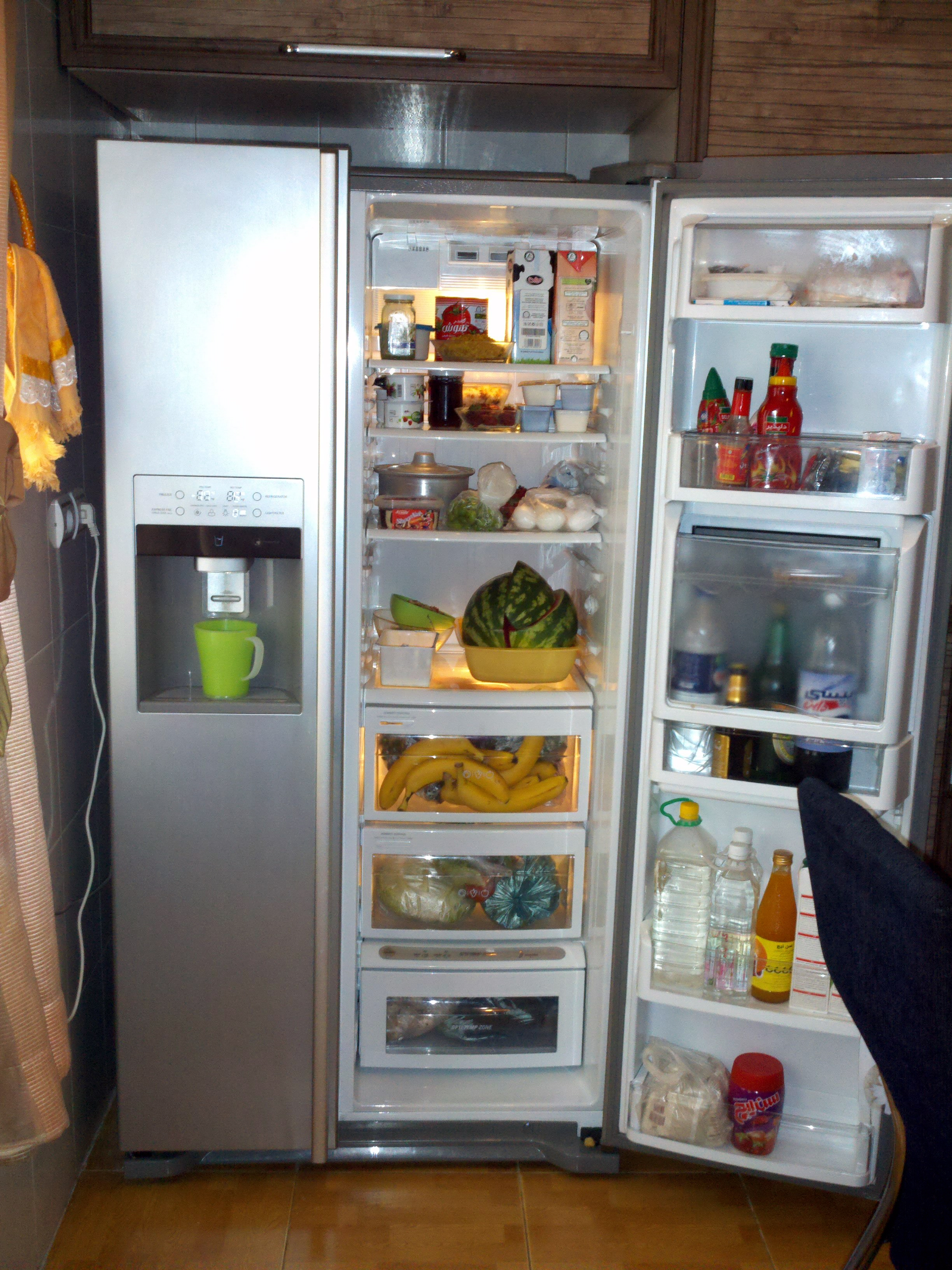
نمونه‌ای از یک یخچال ساید-بای-ساید

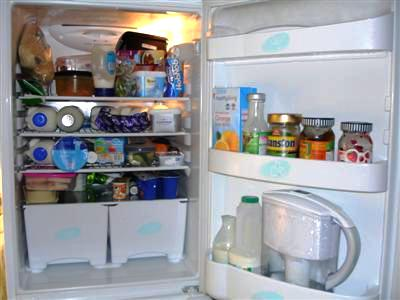
یک یخچال معمولی با در باز

یخچال یا یخدان دستگاهی است که از یک وسیله سردکننده به همراه یک عایق حرارتی و سازوکاری برای انتقال گرما از داخل این محفظه به بیرون تشکیل می‌شود. از یخچال برای خنک نگهداشتن مواد غذایی، داروها و دیگر چیزهای فاسد شدنی استفاده می‌شود. یخچال‌ها از دیرباز تاکنون تغییرات بسیاری را به خود دیده‌اند. از یخچال‌های طبیعی گرفته تا یخچال‌های دست‌ساز زیرزمینی و بعدها یخچال‌های نفتی و گازی و عموم یخچال‌های امروزی که با جریان الکتریسیته کار می‌کنند.

## تاریخچه

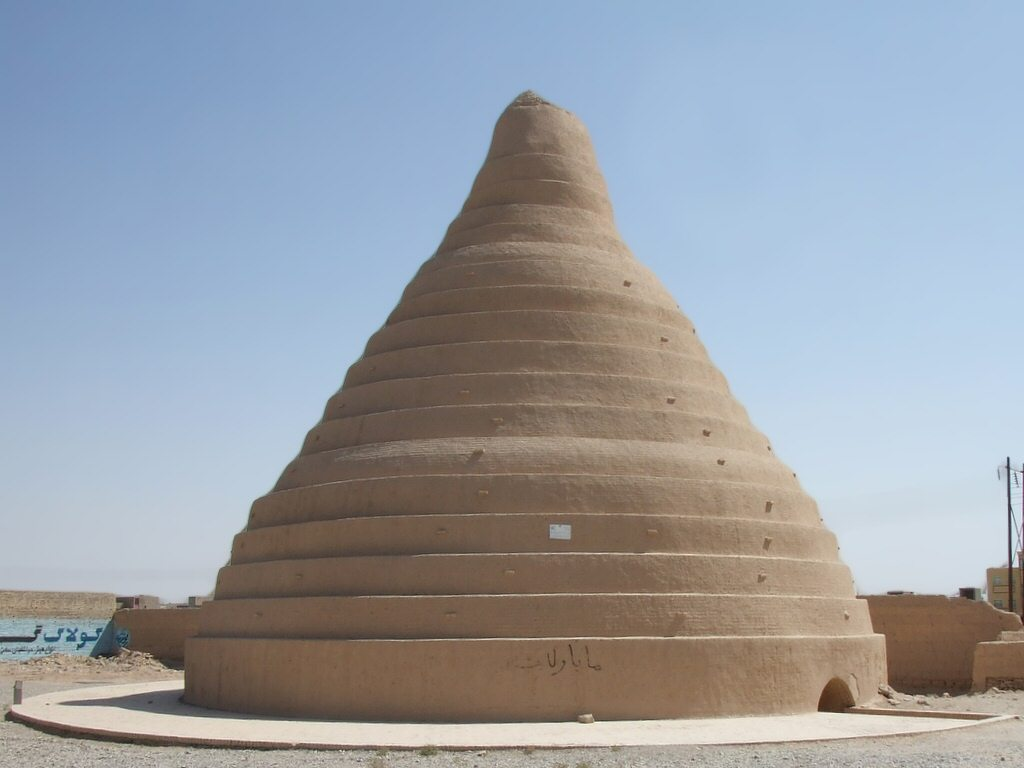
یخچال (یزد - ابرکوه)

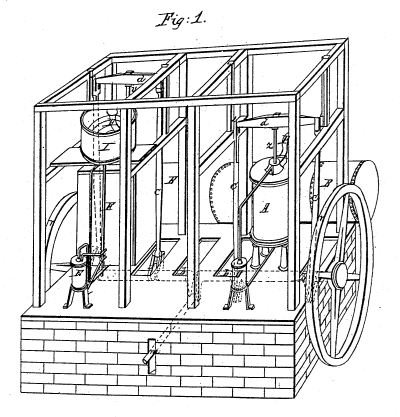
طرح ماشین یخ‌ساز مکانیکی جان گوری در ۱۸۴۱ میلادی

بشر از دیرباز برای حفظ مواد غذایی از چشمه‌ها، چاه‌ها یا غارهای زیرزمینی استفاده می‌کرد. آب‌انبار و یخدان برای نگهداری آب یخ در تابستان‌ها به کار می‌رفته‌اند.
ایرانیان باستان از نخستین کسانی بودند که نوعی کولر را با استفاده از اصول سرمایش تبخیری و خنک‌کننده تابشی به نام یخچال اختراع کردند. این مجموعه‌ها از فضاهای ذخیره‌سازی زیرزمینی، یک ساختار گنبدی روی زمین با عایق ضخیم و مجهز به بادگیر و مجموعه قنات استفاده می‌کردند.
در قرن ۱۱ میلادی دانشمند ایرانی ابن سینا، مبرد را اختراع کرد که برای چگالش پیوند بخارهای آروماتیک بکار می‌رود. اینکار گامی بزرگ در تکنولوژی تقطیر بود و او از آن برای تقطیر بخار استفاده کرد.
در دوران مدرن، قبل از اختراع یخچال برقی مدرن، از یخ‌خانه‌ها و جعبه‌های یخ در بیشتر سال استفاده می‌شد. زمانی که در نزدیکی دریاچه‌های آب شیرین قرار می‌گرفتند یا در زمستان مملو از برف و یخ بودند، زمانی بسیار رایج بودند. امروزه نیز از وسایل طبیعی برای خنک کردن غذاها استفاده می‌شود. در دامنه‌های کوه، رواناب حاصل از ذوب شدن برف راه مناسبی برای خنک کردن نوشیدنی‌ها است و در طول زمستان می‌توان شیر را برای مدت طولانی‌تری فقط با نگهداری آن در فضای باز، تازه نگه داشت. کلمه «یخچال» حداقل در قرن هفدهم مورد استفاده قرار گرفت.
نخستین یخچال مصنوعی شناخته‌شده در ۱۷۴۸ میلادی به‌دست ویلیام کولین در دانشگاه گلاسگو رونمایی شد. اولیور ایوانس، مخترع آمریکایی، که به عنوان پدر یخچال شناخته می‌شود، مخترع یخچال بخار فشرده‌است، با این وجود او دستگاهی که بتواند فرایند مربوط را طی کند نساخت. در سال ۱۸۳۴ میلادی، ژاکوب پرکینز با تغییر در طرح اولیهٔ ایوانس توانست نخستین یخچال جهان را بسازد و. جان گوری، یک مخترع آمریکایی اهل فلوریدا، نخستین یخچال مکانیکی را در ۱۸۴۱ میلادی بر پایهٔ طرح ایوانس ساخت که از آن برای ساختن یخ برای خنک نگاه‌داشتن مبتلایان تب زرد استفاده می‌کرد. در ۱۸۵۳ نخستین یخچالی که می‌توانست روزانه یک تن یخ تولید کند توسط یک استاد آمریکایی به ثبت رسید.

## یخچال‌های تجاری
یخچال‌های تجاری یا فریزها با نام‌های متفاوتی شناخته می‌شوند. این مدل یخچال‌ها ۴۰ سال زودتر از مدل‌های خانگی وارد بازار شده و مورد استفاده قرار گرفتند. در این یخچال‌ها از گازهایی مانند آمونیوم (R-17) یا سولفورید اکسید (R-764) استفاده می‌شد که گاهی نشتی داشت و برای استفاده خانگی خطرناک بود.
یخچال‌های کاربردی برای خانه در سال ۱۹۱۵ معرفی شدند و در دههٔ ۱۹۳۰با کاهش قیمت‌ها و بالا رفتن امنیت یخچال‌ها این محصولات با استقبال زیادی در ایالات متحده آمریکا برای استفاده در خانه مواجه شدند. در این یخچال‌ها از (R-12) استفاده می‌شد که به لایه ازون آسیب می‌رساند به همین دلیل دولت در سال ۱۹۹۴ استفاده از این گاز یخچال را ممنوع اعلام کرد. گاز (R-134a) جایگزین مناسبی برای R-12 بود که مضرات کمتری نسبت به این گاز داشت اما هنوز شاهد مدل‌های قدیمی که از R-12 استفاده می‌کنند هستیم.
یخچال تجاری که دارای شیشه در جلوی خود هستند و برای نگهداری نوشیدنی‌ها در فروشگاه‌ها استفاده می‌شوند از معروف‌ترین یخچال‌های تجاری اند. این یخچال‌ها دارای تجهیزاتی متناسب با کارکرد خود هستند. به عنوان مثال دارای ظرفیت بالا و قابلیت بازکردن مکرر در آن. این یخچال‌ها به‌طور متوسط روزانه 4kwh انرژی مصرف می‌کنند.

## یخچال‌های خانگی
در سال ۱۹۱۳ یخچال‌های خانگی توسط فردی به نام دبلیوولف اختراع شد. در سال ۱۹۱۴ مهندس ناتانیل بی ولز ایده ای دربارهٔ یخچال‌های الکتریکی ارائه داد که بعداً مبنای ساخت کلویناتور شد.
یخچال و فریزر مستقل دارای یک کمپرسور در قسمت زیرین خود است توسط آلفرد ملوس در سال ۱۹۱۶ اختراع شد. ملوس این یخچال را با هدف تجارت تولید کرد اما توسط ویلیام سی دورانت خریداری شد وی شرکتی جهت تولید انبوه راه اندازی کرد. این شرکت نخستین یخچال اتوماتیک خود در سال ۱۹۱۸ رونمایی کرد.
یخچال‌های ربایشی توسط بالتزروان و کارل مانترز در دوران دانشجویی آنها اختراع شد. با اینکه آنها سوئدی بودند اما موفقیت آنها یک موفقیت جهانی بود که توسط الکترولوکس وارد بازار تجارت شد.
از دیگر افراد پیشگام در این عرصه می‌توان به چارلز تلیر، دیوید بویل و رائول پیکت اشاره کرد. نخستین شخصی که حق ثبت اختراع یخچال‌های ربایشی را گرفت کارل فون لینده بود.
در این واحدهای خانگی معمولاً برای نصب قطعات مکانیکی موتور و کمپرسور به زیرزمین یا اتاق مجاور نیاز بود و جعبه سرد آن در آشپز خانه قرار می‌گرفت. یک مدل در سال ۱۹۲۲وجود داشت که شامل یک جعبه یخی چوبی و کمپرسور آب سردکن بود و قیمتی حدود ۷۱۵دلار داشت.
در سال ۱۹۲۳ کلویناتور هشتاد درصد از بازار یخچال‌های برقی را در اختیار گرفت. همچنین در سال ۱۹۲۳یخچال‌های برقی خودگردان وارد بازار شدند که موتور روی خود جعبه نصب بود. در همان زمان کابینت‌های فلزی پوشیده شده از پرسلن ظهور کردند. در آن زمان هنوز فریزر یک جزء مهم از یخچال نبود.
نخستین یخچال فریزی که مورد استفاده گسترده قرار گرفت یخچال جنرال الکتریک مانیتور تاب بود که در سال ۱۹۲۷وارد بازار شد. دلیل نامگذاری این یخچال شباهت او به کشتی جنگی یو اس اس مانیتور بود که در سال ۱۹۶۰استفاده می‌شد. مجموعه کمپرسور که گرمای زیادی از خود ساطع می‌کرد در بالا قرار می‌گرفت و توسط یک حلقه تزیینی احاطه می‌شد. در این یخچال‌ها از موادی مانند سولفورید اکسید که یک ماده خورنده است و می‌تواند مشکلات بینایی ایجاد کند یا متیل فوریت که ماده ای قابل اشتعال است و تنفس آن باعث آسیب می‌شود استفاده می‌شد.
فرون در سال ۱۹۲۰یخچال‌هایی را جایگزین یخچال‌های قبلی کرد که نسبت به مدل‌های قبلی کم خطر بودند. وی این یخچال‌ها را در دهه ۱۹۳۰گسترش داد. فریزرهای جداگانه در طی ۱۹۴۰وارد عرصه شدند. تا قبل از جنگ جهانی دوم تولید انبوه این یخچال‌ها و فریزرها برای مصارف خانگی معمول نبود. در دهه ۱۹۵۰ تا ۱۹۶۰ پیشرفت زیادی در بهبود عملکرد یخچال‌ها صورت گرفت و اقدامات زیادی جهت سازگاری یخچال‌ها با محیط زیست انجام شد.

### در ایران
حدود ۱۷۰۰ سال پیش از میلاد پادشاهی ایرانی دستور ساخت نخستین یخچال عمومی را داد. این یخچال یک بنای معماری متشکل از یک استخر، دیواری بلند به نام حصار در ضلع جنوبی و مخزنی گنبدی شکل به نام خزانه بود. حصار به گونه ای ساخته می‌شد که در فصول سرد سال یعنی موعد یخسازی تمام روز بر روی استخر سایه می‌افکند و از گرم شدن آب یخزدهٔ استخر جلوگیری می‌کرد. سپس یخ تشکیل شده در استخر یخچال را شکسته و در انبار ذخیره می‌کردند. این یخ‌های ذخیره شده در فصول گرم سال مورد استفاده قرار می‌گرفتند. این یخ‌ها تا فصل سرمای بعدی دوام می‌آوردند. یخچال سازی در ایران بر دو اصل عایق بندی هوشمندانه و سازگاری با طبیعت استوار بود. 

## اجزای یخچال
هر یخچال به صورت پایه دارای: کمپرسور، کندانسور، اواپراتور و گاز و ترموستات، موتور فن، ترموفیوز، ترمودیسک، المنت در بعضی مدل‌ها برد فرمان با تایمر است. هریک از این‌ها جزو لاینفک وسایل سرما ساز هستند که در صورت نبود هریک این فرایند امکانپذیر نمی‌باشد.

### کمپرسور
کمپرسور یخچال خانگی از دو بخش الکتریکی و مکانیکی تشکیل گردیده‌است که هر دو قسمت درون محفظه‌ای فولادی قرار دارند.
قسمت الکتریکی در اغلب یخچال‌های خانگی یک الکتروموتور از نوع آسنکرون می‌باشد که وظیفهٔ به حرکت درآوردن قسمت مکانیکی را به عهده دارد. البته در سال‌های اخیر کمپرسورهای یخچال فریزرها هم تغییرات زیادی داشته‌اند؛ و قسمت الکتریکی آن اینورتری یا موتور خطی شده‌اند.
قسمت مکانیکی در کمپرسورهای یخچال خانگی شامل یک سیلندر است که پیستون آن توسط هستهٔ موتور الکتریکی به حرکت در می‌آید. حرکت رفت و برگشتی پیستون باعث ایجاد حالت مکش و دمیدن می‌شود؛ و البته در کمپرسورهای نوع خطی و نوع کمپرسور روتوری یا کمپرسور نوع اسکرال، میل لنگ دیگر وجود ندارد.
مقدار مشخصی از روغنی که مخصوص این کار ساخته شده داخل پوسته وجود دارد که وظیفهٔ روانکاری و خنک‌کردن قسمت الکتریکی و مکانیکی را بر عهده دارد.
علائمی که نشان میدهد موتور یخچال یا همان کمپرسور یخچال شما خراب شده است را در اینجا برای شما بیان کردیم:
زمانی که موتور یخچال در حال استارت زدن است اما فیوز میپرد.
سر و صدا در کمپرسور شنیده می شود.
موتور دستگاه یکسره کار میکند.
موتور یخچال روشن نمیشود.
گرم شدن داخل یخچال فریزر
یخچال روشن نمی شود.

### اواپراتور
کار اواپراتور به این صورت است زمانی که گاز مبرد توسط موتور وارد کندانسور می‌شود و متراکم می‌شود تحت فشار بالا از حالت گاز به مایع تبدیل می‌شود و وارد درایر(drier) یا خشک کن و سپس وارد لوله موئی یا کاپیلاری تیوپ می‌شود و این باعث می‌شود که فشار کاهش پیدا کند. سپس وارد اواپراتور می‌شود. یک سر اواپراتور به سر لوله موئی و سر دیگر اواپراتور به ساکشن موتور متصل می‌باشد و زمانی که ساکشن اتفاق می‌افتد باعث می‌شود که سطح فشار داخل اواپراتور پایین بیاید و مبرد به جوشش در بیاید واز حالت مایع آرام آرام به گاز تبدیل شود و این تبخیر باعث ایجاد سرما و برودت می‌شود. در اصل اواپراتور یک تبخیرکننده است.

### کندانسور
کندانسور (به انگلیسی: Condenser) (چگالنده) قسمتی از سیستم است که وظیفه خنک‌سازی سیال عامل و عمدتاً تبدیل بخار به مایع را بر عهده دارد. در واقع گاز فریون پس از فشرده شدن توسط کمپرسور در کندانسور خنک شده و تبدیل به مایع می‌گردد.
در یخچال‌های خانگی معمولاً به صورت شبکه‌ای لوله‌ای بر روی دیواره پشت یخچال نصب شده‌است و در یخچال‌های بزرگ فروشگاهی معمولاً شبیه رادیاتور اتوموبیل است که اغلب از یک فن جهت بهبود فرایند میعان نیز استفاده شده‌است.

### ترموستات
ترموستات نیز کار قطع و وصل شدن جریان برق (متعادل نگه داشتن دمای یخچال) به کمپرسور را انجام می‌دهد. به‌طوری‌که وقتی دمای یخچال افزایش یافت (داخل یخچال گرم شد) با وصل شدن جریان برق کمپرسور شروع به کار می‌کند و داخل یخچال را خنک می‌کند و وقتی دما پایین آمد (داخل یخچال خنک شد) جریان برق را از کمپرسور قطع می‌کند. اجزای داخلی ترموستات شامل لوله بلو و پلاتین می‌باشد.

## گاز یا ماده مبرد
در یخچال‌های اولیه از گاز آمونیاک (NH3) به عنوان گاز مبرد استفاده می‌شد، اما به علت عوارض ناگوار آن در برخورد با بدن انسان، ترکیب شدن حالت مرطوب آن با مس و آلمینیوم، و نیز خاصیت انفجاری‌اش، و خطر خفگی ان برای انسان، رفته‌رفته از گاز فریون به جای آن استفاده گشت. در یخچال‌های رایج امروزی معمولاً از فریون ۱۲ با ترکیب CCl2F2 استفاده می‌شود که گازی بی‌بو است و حتی در صورت ترکیب شدن با رطوبت موجب خوردگی فلزات نمی‌شود؛ همچنین فریون قابل اشتعال نیست. از معایب استفاده از فریون در یخچال‌ها می‌توان به حجم زیاد آن‌ها در مقایسه با آمونیاک، و تخریب لایه اوزون و ایجاد اثر گلخانه‌ای اشاره کرد. با توجه به این معایب تلاش‌هایی برای یافتن گازهای جایگزین فریون به عمل آمده که گاز جدیدی به نام 134A و مبرد هیدروکربن R600 حاصل آن است. در کولرهای گازی از فریون ۲۲ استفاده می‌شود که به علت دارا بودن هیدروژن، اثر تخریبی آن در لایهٔ اوزون به مراتب کمتر از فریون‌های ۱۱ و ۱۲ است. بعد از کار با گازهای R134 و R12، مشکلاتی مانند راندمان پایین، قیمت بالا، مقدار زیاد مورد استفاده در مسیر برودتی یخچال و غیره باعث شد گاز ارزان و خطرناک R600 (ایزوبوتان) با راندمان بالا جایگزین گاز قبل بشود؛ و برای کولر گازیها به جای R22، از گاز R410 , R407 استفاده مکنند. مبردهای یخچال و کولر گازی به دو دسته کلی تقسیم می‌شوند از نظر ترکیب مولکولی. گازهای قدیمی مثل R12,R22,R134 همگی از یک نوع مولکول هستند؛ ولی گازهای جدید مثل R600,R410,R436,R407 همگی از چند نوع گاز تشکیل شده‌اند و موقع شارژ گاز باید به صورت مایع شارژ شوند تا میزان ورودی به یخچال فریزر یا کولر گازی متعادل باشد.

## ماده مبردهای رایج در یخچال
R۱۲
R۱۳۴
R۴۰۱
R۴۰۴
R۴۰۷
R۶۰۰

## جا یخی (فریزر)

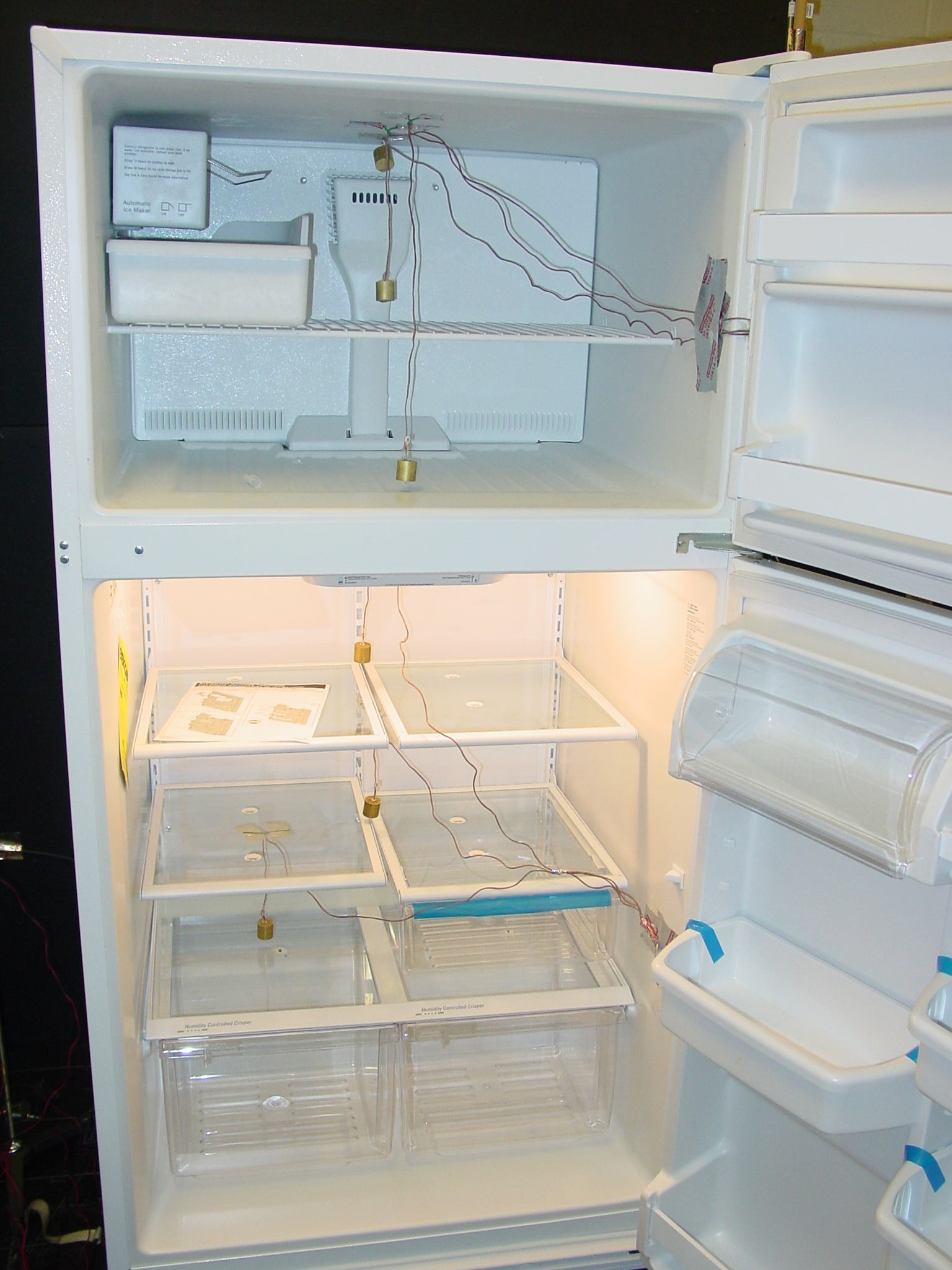
جایخی

روش کار یخ زن یا جا یخی که به آن فریزر نیز می‌گویند همانند یخچال است با این تفاوت که ترموستات آن برای دمای پایین‌تری تنظیم می‌شود. همچنین مناسب است که از گاز مبردی استفاده شود که دمای تبخیر آن پایین‌تر باشد (مانند فریون ۱۲). در فریزرهای پرقدرت از بادبزن برای خنک‌کردن کمپرسور و کندانسور استفاده می‌شود. دمای فریزرها از -۱۴ درجه سلسیوس سردتر باید باشد تا به مواد غذایی آسیب نرسد. اکثر فریزرهای خانگی دمای تنظیمی از -۱۴ تا-۲۵ درجه سلسیوس دارند. برای فریزرهای نگهداری بستنی از مبرد R22 که تا دمای -۴۰ درجه سلسیوس سرما تولید می‌کنند استفاده می‌شود. جا یخی در اصل نوعی از اپراتور می‌باشد.

## معرفی انواع یخچال فریزر بر اساس طراحی و کاربری
- یخچال فریزر، فریز پایین یا Bottom freezer
- یخچال فریزر دوقلو
- یخچال فریزر ساید بای ساید Side by side
- یخچال فریزر در فرانسوی یا فرنچ دور French door
- یخچال فریزر، فریز بالا یا Top freezer
- یخچال فریزرهای آزمایشگاهی (برای نگهداری دارو، کشت گیاهان خاص، انجام تست‌های کالیبراسیون و همچنین ارزیابی کیفیت محصولات)